# ラポ・ナヴァ
ラポ・フランチェスコ・マリア・ナヴァ（Lapo Francesco Maria Nava, 2004年1月22日 - ）は、イタリア・ミラノ出身のサッカー選手。USクレモネーゼ所属。ポジションはGK。

## 経歴
ナヴァはACミランのユースセクター出身。2021-22シーズンにはミランU-18チームの第一選択GKとなり、2022-23シーズンにはプリマヴェーラチームに昇格し、そこでも第一選択GKとなった。彼は、ACミランU19チームの2022-23シーズンUEFAユースリーグ準決勝進出で重要な役割を果たし、トーナメント期間中全試合に出場し、3回のクリーンシートを達成した。
2022年1月6日、トップチームの第2GKチプリアン・タタルシャヌが新型コロナウイルスに感染し、第3GK候補だったアレッサンドロ・プリッツァーリは膝の手術による長期欠場のため、17歳のナヴァはセリエA第20節ローマ戦の試合当日メンバーに代役として指名されベンチ入りを果たす。彼は3日後の第21節ヴェネツィア戦でもベンチ入りしたが、両試合には出場しなかった。
2022-23シーズン中、ナヴァはトップチームに7回ベンチ入りした。その中にはUEFAチャンピオンズリーグの4試合も含まれる。
2023-24シーズンの初めに、ナヴァはプレシーズントレーニングのためにトップチームに合流、彼はノヴァーラとのプレシーズンマッチ中に途中出場した。2023年8月19日、ナヴァは正式にトップチームへ昇格を果たした。2023年10月23日にセリエA第9節ユヴェントス戦においてマイク・メニャンとマルコ・スポルティエッロが欠場したため、プリマヴェーラのGK、アンドレア・バルトッチオーニと共に招集された。先発出場のベテランアントニオ・ミランテのバックアップオプションとしてベンチ入りしたが、プレーしなかった。2024年1月3日、ACミランはナヴァとの契約を2027年6月30日まで更新した事を発表した。2024年5月25日、セリエA第38節USサレルニターナ戦にて後半88分、アントニオ・ミランテと交代して途中出場、トップチームデビューとプロデビューを同時に果たす。
2024-25シーズンは新設したリザーブチーム、ミラン・フトゥーロに籍を置くことになった。
2025年7月17日、USクレモネーゼへ完全移籍した。

## 私生活
ナヴァは元サッカー選手ステファーノ・ナヴァの息子である。ステファーノはACミランでもプレーし、引退後はクラブのユース部門でコーチを務めた。